# Serge Latouche

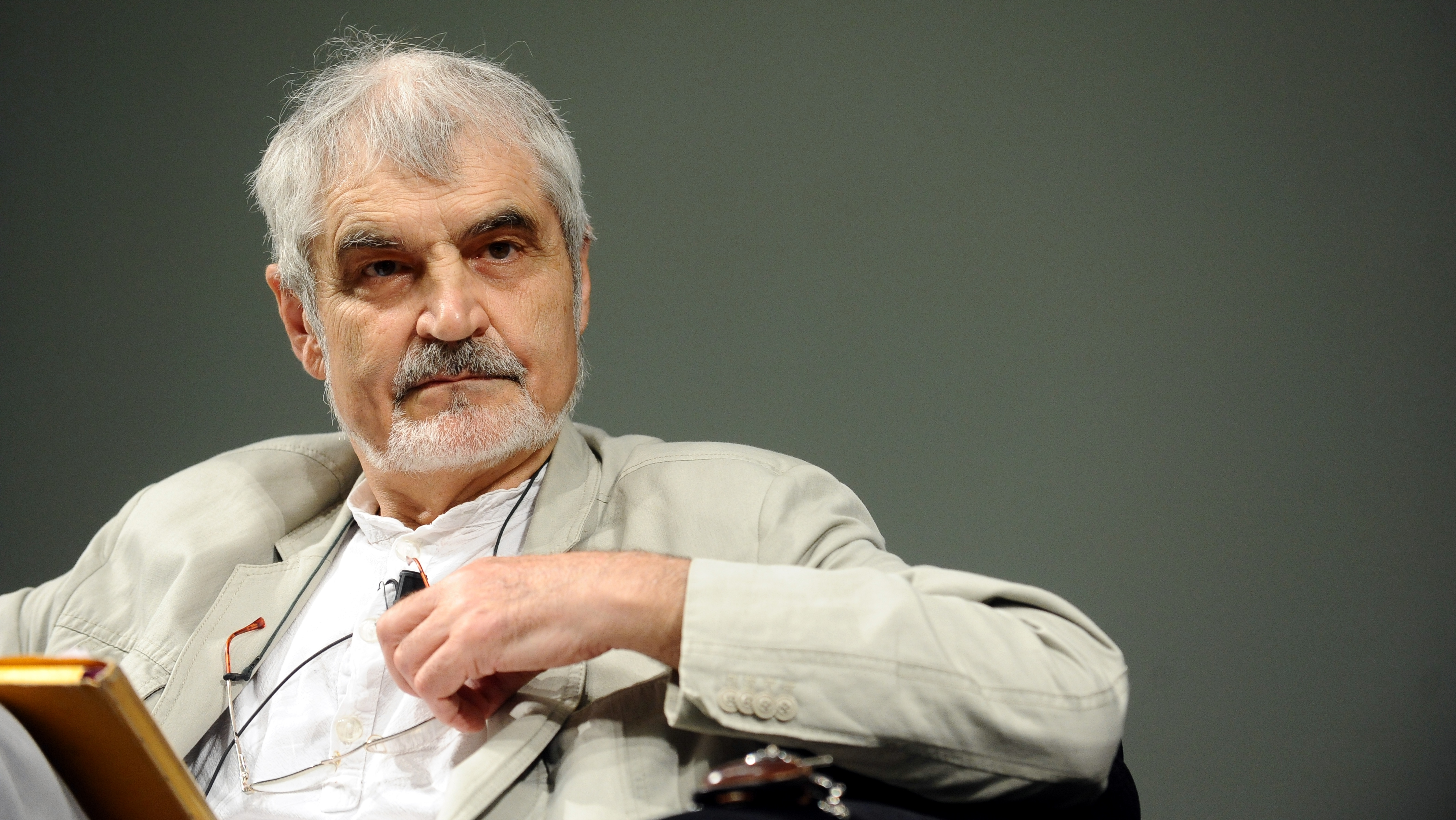
Serge Latouche

Serge Latouche (* 12. Januar 1940 in Vannes) ist ein französischer Ökonom und Philosoph sowie Professor a. D. der Universität Paris-XI (Sceaux) und gilt als Vertreter des Konzepts der décroissance (Wachstumskritik) und eine der zentralen Personen der wachstumskritischen Bewegung.

## Décroissance
Latouche prägte das Konzept der décroissance. Im deutsch- und englischsprachigen Raum verbreitete Übertragungen des Begriffs sind häufig mit anders gefüllten Konzepten hinterlegt.
„Der Begriff richtet sich gegen die Denkblockaden, die der ökonomistische, entwicklungsfixierte und fortschrittsgläubige Totalitarismus in unseren Köpfen ausgelöst hat, und will Platz schaffen für neue Ideen und kreative Entwürfe. […]
Streng genommen bedeutet der Aufbau von autonomen, sparsamen und solidarischen Gesellschaften im Norden wie im Süden eher Nichtwachstum (acroissance) als Wachstumsrücknahme (décroissance). Ganz in dem Sinne, wie man von Atheismus spricht, geht es auch hier um die Absage an eine Religion, die Religion der Ökonomie. Dass am inhaltsleeren und daher ständig umdefinierten Fetischbegriff 'Entwicklung' trotz des manifesten Scheiterns der damit bezeichneten Orientierung irrational festgehalten wird, offenbart lediglich die Unfähigkeit, mit dem Ökonomismus - und schließlich auch mit dem Wachstum selbst - zu brechen.“
Wie für die anderen Angehörigen des Postdevelopment ist auch für Latouche die Kritik der Entwicklung und der Bruch mit ihr ein Schritt von geradezu weltgeschichtlicher Bedeutung, für den Norden wie für den Süden:
„Wachstumsrücknahme im Süden setzt voraus, dass wir versuchen, einen 'Circulus virtuosus' in Gang zu setzen. Er lässt sich mit acht Begriffen kennzeichnen: neu bewerten, umdenken, umstrukturieren, lokalisieren, umverteilen, reduzieren, wiederverwenden, recyceln. Ist dieser 'tugendhafte Kreislauf' erst einmal in Gang gebracht, ist es möglich, die wirtschaftliche und kulturelle Abhängigkeit des Südens vom Norden zu beenden und an eine historische Entwicklung anzuknüpfen, die durch Kolonisation, Entwicklung und Globalisierung unterbrochen wurde. Es gilt, eine eigenständige kulturelle Identität herauszubilden, in Vergessenheit geratene landesspezifische Produkte, wieder einzuführen und die entsprechenden 'antiökonomischen' Werte zu pflegen sowie die traditionellen Techniken und Fertigkeiten neu zu entwickeln. […] Wenn wir uns dagegen entschließen, unter dem Vorwand der Bekämpfung von Elend, das durch die Wachstumslogik hervorgerufen wird, an ebendieser Wachstumslogik im Süden festzuhalten, so kann daraus nur eine weitere Verwestlichung folgen.“
Latouche ist Gründungsmitglied und Präsident der Vereinigung La ligne d'horizon, die sich dem Werk des Ökonomen und Entwicklungsbankers François Partant widmet. Serge Latouche gehört auch zu den ersten Autoren des Magazins La Revue du Mauss.
Serge Latouche kritisiert ökonomische Lehrmeinungen und richtet sich dabei speziell gegen die „ökonomische Orthodoxie“, den „Ökonomismus“ und den Utilitarismus in den Sozialwissenschaften und der Entwicklungspolitik. Er arbeitet auf dem Gebiet der anthropologischen Ökonomie und kritisiert dabei vor allem die Theorie der Rationalität des ökonomischen Handelns (angeblicher "Homo oeconomicus") und die Theorie der ökonomischen Effizienz.

## Auszeichnungen
- Im September 1992 wurde das Buch L'Occidentialisation du monde (dt.: Die Verwestlichung der Welt) mit dem Prix Capri San Michele ausgezeichnet.
- 1998 erhielt er den Luigi-Sturzo-Sonderpreis des Premio Amalfi.

## Schriften (Auswahl)
- Le procès de la science sociale. Introduction à une théorie critique de la connaissance. anthropos, Paris 1984.
- L'Occidentalisation du monde. La Découverte, Paris 1989 und 1992. (Taschenbuchausgabe 2005, ISBN 2-7071-4591-2)
  - deutsch: Die Verwestlichung der Welt. Essay über die Bedeutung, den Fortgang und die Grenzen der Zivilisation. übersetzt von Ilse Utz. dipa, Frankfurt am Main 1994, ISBN 3-7638-0317-3.
- La Planète des naufragés. La Découverte, Paris 1991.
- L'Autre Afrique, entre don et marché. Albin Michel, Paris 1998.
- Justice sans limites. Fayard, Paris 2003.
- Survivre au développement. De la décolonisation de l’imaginaire économique à la construction d’une société alternative. Editions Mille et une nuits, Paris 2004.
- Would the West actually be happier with less? The World Downscaled. In: Le Monde diplomatique. Dezember 2003 Für eine Gesellschaft der Wachstumsrücknahme. (Memento vom 11. Februar 2013 im Webarchiv archive.today)
- Why Less Should Be So Much More: Degrowth Economics. In: Le Monde Diplomatique. November 2004. (Minuswachstum: Die falsche Kritik der Alternativökonomen. monde-diplomatique.de (Memento vom 5. September 2012 im Webarchiv archive.today))
- La déraison de la raison économique: du délire d'efficacité au principe de précaution. Michel, Paris 2001.
  - deutsch: Die Unvernunft der ökonomischen Vernunft. Vom Effizienzwahn zum Vorsichtsprinzip. übersetzt von Heinz Jatho. diaphanes, Zürich / Berlin 2004.
- L'invention de l'économie. Albin Michel, Paris 2005.
- Petit traité de la décroissance sereine. Librairie Arthème Fayard, Paris 2007.
- Cornelius Castoriadis et l'autonomie radicale. Le passager clandestin, Paris 2014.
  - Es reicht! Abrechnung mit dem Wachstumswahn. übersetzt von Barbara Reitz und Thomas Wollermann. Mit einem Vorwort von Niko Paech. Oekom, München 2015, ISBN 978-3-86581-707-5. (Politikwissenschaftliche Rezension)